# 11426 Molster
11426 Molster è un asteroide della fascia principale. Scoperto nel 1960, presenta un'orbita caratterizzata da un semiasse maggiore pari a 3,1500251 UA e da un'eccentricità di 0,2844401, inclinata di 15,15544° rispetto all'eclittica.